# Copiopteryx sonthonnaxi
Copiopteryx sonthonnaxi é um inseto da ordem Lepidoptera; uma mariposa, ou traça, noturna e neotropical da família Saturniidae e subfamília Arsenurinae, classificada em 1905 por M. E. André, no texto DESCRIPTION D'UN LEPIDÓPTÈRE NOUVEAU, publicado nas páginas 73-74, acrescidas de uma ilustração, do volume 12 do Rapport présenté à la Chambre de commerce de Lyon par la Commission administrative ("Relatório apresentado à Câmara de Comércio de Lyon pela Comissão Administrativa"); o seu holótipo, uma fêmea, coletado no "Brasil central". Possui áreas claras, nas asas anteriores, lembrando uma folha rasgada, e o final de cada asa posterior se prolonga em uma cauda cuja função é distrair os seus predadores.
Essa espécie de Copiopteryx, endêmica em habitat de Mata Atlântica, está distribuída pela região sudeste e sul do Brasil, nos estados do Espírito Santo, Rio de Janeiro, São Paulo, Paraná, Santa Catarina e Rio Grande do Sul até o norte da Argentina, em Misiones. Suas lagartas se alimentam de plantas do gênero Mimusops (Sapotaceae).

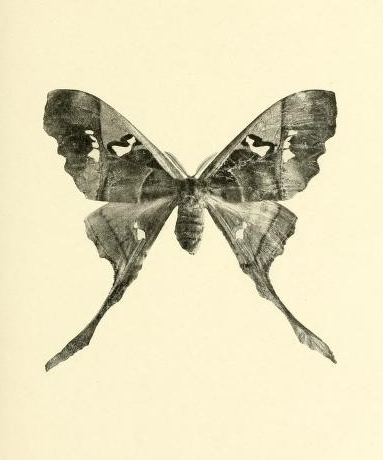
Essa fotografia em preto-e-branco de uma fêmea acompanha a descrição original de C. sonthonnaxi para a ciência, no ano de 1905, por M. E. André.